# Athripsodes tsudai
Athripsodes tsudai är en nattsländeart som beskrevs av Akagi 1960. Athripsodes tsudai ingår i släktet Athripsodes och familjen långhornssländor. Inga underarter finns listade i Catalogue of Life.